# Doubravice nad Svitavou (przystanek kolejowy)
Doubravice nad Svitavou – przystanek kolejowy w miejscowości Doubravice nad Svitavou, w kraju południowomorawskim, w Czechach. Znajduje się na wysokości 300 m n.p.m.
Jest zarządzany przez Správę železnic. Na przystanku nie ma możliwości zakupu biletów, a obsługa podróżnych odbywa się w pociągu.

## Linie kolejowe
- 260 Česká Třebová - Brno